# Cranioleuca curtata
Cranioleuca curtata là một loài chim trong họ Furnariidae.